# Ä̆
Cette page contient des caractères spéciaux ou non latins. S’ils s’affichent mal (▯, ?, etc.), consultez la page d’aide Unicode.
Ä̆ (minuscule : ä̆), appelé A tréma brève, est un graphème qui a été utilisé dans la transcription du tamazight d’Awjila d’Umberto Paradisi dans les années 1960. Il s'agit de la lettre A diacritée d’un tréma et d’un brève.

## Représentations informatiques
Le A tréma brève peut être représenté avec les caractères Unicode suivants :
- décomposé et normalisé NFC (latin étendu A, diacritiques) :

| formes    | représentations | chaînes de caractères | points de code | descriptions                                      |
| --------- | --------------- | --------------------- | -------------- | ------------------------------------------------- |
| capitale  | Ä̆               | Ä◌̆                    | U+00C4 U+0306  | lettre majuscule latine a tréma diacritique brève |
| minuscule | ä̆               | ä◌̆                    | U+00E4 U+0306  | lettre minuscule latine a tréma diacritique brève |

- décomposé et normalisé NFC (latin de base, diacritiques) :

| formes    | représentations | chaînes de caractères | points de code       | descriptions                                                  |
| --------- | --------------- | --------------------- | -------------------- | ------------------------------------------------------------- |
| capitale  | Ä̆               | A◌̈◌̆                   | U+0041 U+0308 U+0306 | lettre majuscule latine a diacritique tréma diacritique brève |
| minuscule | ä̆               | a◌̈◌̆                   | U+0061 U+0308 U+0306 | lettre minuscule latine a diacritique tréma diacritique brève |